# 怒首領蜂II
『怒首領蜂II』（どどんぱち ツー）は、2001年に日本のカプコンより稼働されたアーケードゲーム。『怒首領蜂シリーズ』はケイブが制作しているが、この作品はライセンス提供のみ行っており、実際の開発は台湾のIGSが行った。システム基板はPGM。日本国外でのタイトルは、『Bee Storm』または『蜂暴』（フェンバゥ）。

## 概要
グラフィックなどの流用はあるが、それまでシューティングに関わったことのないIGSが続編を制作したこと、また堅い敵機が多く、弾幕もやや大人しめ(I.Rモードでは従来ほどの激しさになる)であり、作風は他の『首領蜂』シリーズと大きく異なっている。BGMは、1ステージおよびボスごとに個別に異なっている（一部、IGS作品の日本国内版に流用されたものもある）。
各ステージのスタート時やボスの名称や象徴する言葉を、「驚愕/PANIC」のように漢字と英語（ほぼ直訳）を極太の明朝体で大きく表示するという特徴的な演出がある。ボス撃破時には、必ず「KO」の字幕が入る。
また、前作の最終面に登場するボス「最終鬼畜兵器」がいきなり1面ボスとして再登場する（グラフィックは同じだが中身はかなり弱体化している）。
全7面構成1周エンド。ステージ6終了時にスコアが4億点（基板設定により2-5億及び8億点に変更可能）以上だと隠しのステージ7に進むことができる。他の作品とは異なり、コンティニューの有無は問わない。
家庭用向けの移植は2023年現在存在しないが、サウンドトラックは『怒首領蜂』のBGMとのカップリングで、サイトロン・デジタルコンテンツから2001年9月19日に発売されている（販売元：ソニー・ミュージックエンタテインメント）。
シリーズとしては続編の『怒首領蜂大往生』に「DONPACHI EPISODE-4」の表記があるため、本作を3作目と数えることもできるが、ライセンス開発であるためケイブの作品で紹介されていない事がある。

## システム
難易度
ゲーム開始時に、以下の難易度から選ぶことができる。
練習モード
難易度が低いが、4面で終了し必ずバッドエンドになる文字通りの練習用モード。
実戦モード
通常の難易度にあたる。全6面+1面を通しでプレイする。
I.R.(インターネットランキング)モード
実戦モードより難易度がやや高めのいわゆるハードモード。敵弾が激しくなるほか、敵の配置も増大する。コマンド入力しない限り、スペシャルウェポン(下記)が強制的にエネルギーモードになる。ゲーム終了後にパスワードの表示され、ランキングサイトで入力することでインターネットランキングに参加できた。
自機
プレーヤーはゲームスタート時およびコンティニュー時に以下の3種類の機体から1つを選択する。無敵時に包まれる鳥状のオーラの形も異なる。いずれも、パワーアップアイテムにより4回までショットを強化可能。
ver102では4ボタン目に武器の変更というものが追加。オプションのみを別機体の性能に変更することができる。
赤の流星
『首領蜂』、『怒首領蜂』でいう自機Aタイプ。
メインショットと、円状に回転するオプションから前方にショットを放つ前方集中火力タイプ（公式ではショットで前方90度カバーと表記）。移動速度は最も早い。
ショット・レーザーの威力が低いが、ショットはオプションでカバーされている。また、レーザーの範囲が小さいが発射までの時間が短く隙が無い。公式曰く上級者向けで、スコアアタック向き(余計な敵を倒さず、威力の低さを利用してレーザーでのオーラ撃ちでコンボや得点を稼ぎやすい)。
緑の凌駕
『首領蜂』、『怒首領蜂』でいう自機Bタイプ（ただし戦闘機であり、オプションの挙動も異なる）。
メインショットを前方に、真横にあるオプションからサブショットを前方から真横90度まで自動的に薙ぎ払うように撃つ超広範囲タイプ。ショット・レーザー、移動速度ともに中間的な性能を持つバランス型。
レーザーの大きさや切り替え時間も中間的。公式曰く中級者向けで、周囲のザコによる不意打ちを避けたいプレイに向く。
青の怒涛
『首領蜂』、『怒首領蜂』でいう自機Cタイプ。
幅広で威力高めのメインショットに、オプションが斜め方向にショットを放つ4wayタイプ（オプションは自機の斜め後方に配置されているため、公式では270度をカバーしてる表記がある）。移動速度は最も遅い。
レーザーの範囲が大きいがレーザー切り替えの時間がややもたつく。公式曰く初級者向けで、敵の速攻撃破向き。
スペシャルウェポン
いわゆるボンバー。今作では、『怒首領蜂』にあった「ショット強化」「レーザー強化」の代わりに、「ボムモード」「エネルギーモード」が選べるようになった。
ボムモード
従来どおりにアイテムを取得する事で6つまでストックできるモード。発動時は敵弾を消去し敵にダメージを与える。
ただし、従来のレーザーボムは撃てなくなっている。下記のエネルギーモードのような最大ストックの上限を超えた連発ができず、真ボスに対して撃墜が難しくなる（倒せなくはない）。よってスコアアタックする場合、使用するメリットはあまりない。
I.R.モードでは通常は選択できないが、モード選択でスタートボタンを押しながらI.R.モードを選ぶことで選択可能になる。
エネルギーモード
別名、エネルギーリベンジ（ENERGY REVENGE）。従来のレーザーボムにあたる高威力の「スーパーオーラ」を発射できる。発射中は無敵。最大ストック数は1。このモードを選択するとオーラの判定も大きくなる。
アイテム取得ではなく、敵弾に一定回数かすることでエネルギーゲージを溜め、全部溜まると「Ready?」の音声とともに使用可能になる。
スーパーオーラ発射中において、レーザーが敵弾と接触すると消去するが、オーラ部分には敵弾消去判定は無く（自機は無敵）、主にオーラ撃ちをするために接射したり敵の後方で敵弾にかすることができ、ゲージを溜める時間を経て連発することも可能。ただし、ボムモードと比べチャージ中に敵弾が圧倒してきた際の回避が少し厳しくなる。
従来と異なり、ボムを使用することによるスコア面のデメリットどころか、ボムアイテム取得時のボーナス点と下記のコンボ・かすり点によるメリットがある。無論、スーパーオーラ未使用時は自ら敵弾に接近、もしくはぎりぎりで回避しなければならないリスクを背負う。
I.R.モードにて、前述の隠しコマンドを使用しない場合は強制的にこちらになる。
コンボ
従来のゲットポイントシステム（GPS）に替わるシステム。敵に攻撃を当て続けることでヒット数が上昇し、敵に攻撃を当てた時の撃ち込み点（10点×ヒット数）が上昇する。ショット以外による攻撃（ショットを当てた場合、コンボ数は増やせてもコンボゲージは維持できない）、または敵破壊が一定時間途切れるとヒット数が下がってゆく（いきなり0にはならない）。被弾すると0に戻る。
ヒット数の上昇速度はレーザー→ショット→オーラの順に早くなる。また、スーパーオーラでも上昇する。このため、スコア稼ぎには固い敵に接近して張り付きオーラ撃ちかオーラだけを当てる、無敵時間を利用して敵弾にかすりスーパーオーラを連発するなどの積極的でトリッキーなプレイが要求される。
オーラでダメージを与えると打ち込み点が10000点に増える。ボス戦では条件を満たすとヒット数増加速度が10倍に上昇する「10倍モード」を発動可能。
蜂アイテム
本作では20000点固定の得点アイテムとして登場。特定条件を満たすと一定個所から大量に出現するフィーチャーがある。
かすり点
自機を敵弾にかすらせると、さらに細かいかすり点が入る。このかすり点は、ボム・エネルギーモード両方で得ることができる。
ノーミスボーナス
各ステージごとに、ステージ開始からクリアまでノーミスを達成（ゲーム開始から全ステージクリアまでではない）することで、「完勝 -PARFECT-」が表示されボーナス点が獲得できる。ボーナス点は高次面であるほど大きく上昇する。このボーナスは、ノーミスであればボスが自爆しても獲得できる。

## ステージ構成
ステージタイトル、ボス名、クリアメッセージは、いずれも公式サイト上で解説されているストーリーの流れやキャラクターの心情を表したものでもある。ボスを撃破できなかった場合、「敵退 NO BREAK」の字幕が流れる。
| 面 | タイトル       | 解説 | ボス名（およびその状況）           | クリア時のメッセージ（状況） |
| -- | -------------- | --- | ---------------------------------- | ---------------------------- |
| 1  | 覚醒 AWAKENING | かつて倒したはずの首領蜂が夢魔となって出現、プレイヤーが敵空間の浄化を試みる。いきなり『怒首領蜂』の最終ボス「最終鬼畜兵器・蜂」が登場するが、攻撃が弱く攻略は容易である。 | 首領蜂 BOSS BEE 夢魔 NIGHTMARE     | 浄化                         |
| 2  | 出撃 ENGAGE    | 自陣の秘密基地に強襲をしかけた敵を突破する。道中は短く、中ボスの中型戦車で一旦スクロールが停止する。 | 巡弋工蜂 PATROL BEE 戦慄 DEEP-FEAR | 突破                         |
| 3  | 飛翔 SKYLINE   | 高高度に展開する敵軍主力艦隊と空中母艦を叩くべく、自機が雲海を眼下に大空を駆ける。中型の空中敵に大型戦艦が迫るが、それほど激しくなく集中砲火を浴びせれば撃破は容易。 | 六角蜂巣 HEX COMB 天羅 DRAGNET     | 穿越                         |
| 4  | 侵襲 INVASION  | 敵軍本拠地の周囲にある占拠された都市を奪回すべく、手薄な都市外部から敵をおびき寄せ襲撃し、敵施設への侵入を試みる。このステージからさらに耐久力の高い中型敵や戦車が登場し、弾幕を浴びせてくるようになる。1UPアイテムが出現するのはこのステージのみ。自機の攻撃を妨げる金網フェンスは非常に硬い。 | 狩殺狂蜂 CRAZY BEE 地網 SNARE      | 奪回                         |
| 5  | 禁固 LIBERATE  | 敵の兵器生産工場に潜入、兵器として改造された生物達の事実を知り、兵器に縛られた魂を解放すべく奮迅する。前半は列をなす戦車部隊と砲台、空中敵、中ボスに『怒首領蜂』の1面で登場した中ボスが、後半はやや耐久力の硬い防衛施設を相手にする。                                                           | 裝甲雄蜂 ARMED BEE 驚愕 PANIC      | 解放                         |
| 6  | 終結 TERMINATE | 敵軍の首脳部へ深く進行、戦いを終わらせるべく敵精鋭部隊を相手に敵軍の壊滅を狙う。自機狙いや固定弾を多量にばらまく敵が多く出現し、ボス前は中型敵のラッシュで圧倒してくる。 | 母體蜂后 MATRIX BEE 深藍 DEEP-BLUE | 撃破                         |
| 7  | 真相 ULTIMATE  | 母體蜂后を撃破した自軍は、真の敵首脳部を倒すべく、未知秘蜂の潜む場所へ最後の戦いを仕掛ける。短い道中では、画面下から大量の蜂型の雑魚が全方位弾をばらまく。最後に画面下からラスボスが登場し、最後の戦いとなる。                                                                                  | 未知秘蜂 SECRET BEE 陰霾 UNKNOWN   | 終結                         |